# Catálise enzimática
Na catálise enzimática usam se enzimas, A enzima é uma proteína que acelera ou inibe uma reação química e cuja molécula tem uma forma única, que determina a sua função e o tipo substrato com quem vai trabalhar.
No mecanismo de catálise enzimática há uso de substratos, que são compostos que existem na célula e vão reagir quimicamente, a enzima é o catalisador que fará com que a reação se dê mais facilmente; e por fim o produto é o composto que se irá formar na reação.
As enzimas realizam o seu trabalho sob a gama de temperaturas que prevalece na célula e que nos organismos vivos é a temperatura do corpo,  se a temperatura for demasiadamente alta, a enzima não conseguirá que a reação se dê. Até atingir a temperatura óptima, a reação entre a temperatura e a rapidez da reação é uma relação geométrica: tanto a enzima como o substrato tem maior energia cinética. Acima da temperatura óptima, a rapidez decresce à medida que cada vez mais moléculas de enzimas se desnaturam.
A temperaturas muito elevadas tudo se torna irreversível.
O pH do ambiente celular determina o modo como a enzima irá trabalhar, isto é, algumas enzimas, requerem um ambiente ácido: outras requerem meio básico, cada enzima no organismo tem o seu PH óptimo para qual trabalham mais eficientemente e se ele se alterar poderá dificultar as reações químicas celulares.